# Karriere durch alle Betten
Karriere durch alle Betten ist ein Film von 1983 mit Pia Zadora. Regie führte Peter Sasdy, das Drehbuch schrieben John Kershaw und Shawn Randall anhand des Romans Sehnsucht (englischer Originaltitel: The Lonely Lady) von Harold Robbins. Der Film gewann im Erscheinungsjahr die goldene Himbeere für den schlechtesten Film und war für weitere Himbeeren nominiert.

## Handlung
Die Schülerin Jerilee Randall träumt davon, eine erfolgreiche Schriftstellerin zu werden. Nachdem sie eine erste Auszeichnung für ihre Arbeit gewonnen hat, trifft sie den berühmten Drehbuchautor Walter Thornton auf einer Party. Sie verlässt die Party mit Walters Sohn und seinen Freunden, wird daraufhin aber von Joe, einem von Walters Freunden, sexuell belästigt. Walter kann sie aber vor weiteren Übergriffen retten.
Zwischen Jerilee und Walter entwickelt sich daraufhin eine Freundschaft, und trotz der Einwände von Jerilees Mutter heiraten die beiden wenig später.
Als Jerilee eines von Walters Drehbüchern umschreibt – und damit verbessert –, gerät ihre Ehe in eine Krise, und sie lassen sich wenig später scheiden. In den folgenden Jahren versucht Jerilee, ihr Drehbuch zu verkaufen und hat mehrere flüchtige Beziehungen. Der sexuelle Übergriff lastet aber immer noch auf ihr, und sie erleidet schließlich einen Nervenzusammenbruch.
Am Schluss gelingt es ihr, eine angesehene Auszeichnung für ihr Drehbuch zum Film The Hold-outs zu gewinnen. Ihre Dankesrede bei der Verleihung des Preises richtet sie an Walter und gesteht ihm, dass sie nie den Wert von Selbstachtung lernte. Sie lehnt die Auszeichnung daraufhin ab und verlässt das Auditorium.

## Auszeichnungen
Bei der vierten Verleihung der Goldenen Himbeere wurde der Film in 11 Kategorien nominiert. Er gewann ihn in den Kategorien Schlechteste Hauptdarstellerin, Schlechtester Regisseur, Schlechtester Film, Schlechteste Filmmusik, Schlechtestes Lied in einem Film und Schlechtestes Drehbuch.
1990 wurde der Film erneut für die Goldene Himbeere nominiert, in der Kategorie Schlechtester Film des Jahrzehnts. Im Jahr 2005 folgte erneut eine Nominierung, diesmal in der Kategorie Schlechtester Film unserer ersten 25 Jahre.
Karriere durch alle Betten stellte damit einen Rekord bei den Goldenen Himbeeren auf, der erst 1995 durch Showgirls (13 Nominierungen) gebrochen wurde.

## Hintergrund
Der Film spielte weltweit an den Kinokassen 1,2 Millionen US-Dollar ein.
Ray Liotta gab im Film sein Leinwanddebüt.

## Kritiken
- Adolf Heinzlmeier und Berndt Schulz bewerten den Film in ihrem Lexikon „Filme im Fernsehen“ als Flop und meinen: „Was eine Abrechnung mit Hollywoodsitten hätte werden können, erstickt in dilettantisch dargebotenen Klischees.“[2]
- Für Roger Ebert gehörte der Film zu den schlechtesten des Jahres 1983; er listete in seiner Kritik vom Oktober 1983 die fünf scheußlichsten Dinge auf, die der Film zu bieten habe.[3]